# 考登比斯足球俱樂部
考登比斯足球俱樂部（Cowdenbeath Football Club）是蘇格蘭的一家足球俱樂部，主場位於考登比斯。球隊參加低地足球聯賽的賽事。